# 프로젝트 705 리라급 잠수함
프로젝트 705 리라급(러시아어:Лира) 잠수함은 소련 해군이 개발해서 운용했던 핵추진 잠수함이다. 나토코드명 알파급으로도 유명하며 기존에 잠수함에 없던 혁신적인 설계를 지녔다.선체에 티타늄 합금을 사용함으로써 축소된 선체와 적은 배수량에 걸맞는 경도를 확보해 매우 작고 빠른 잠수함을 설계해 낼 수 있었다. 이 덕분에 MAD의 탐지에 강해졌으며 최대 잠항심도 1,200m 이상을 기록해내는데에 성공했다. 선실 구획을 최초 3개 구획에서 6개로 증가시켰으며 최초 제기 배수량인 1500톤에서 2300톤까지 배수량이 늘어나며 원자로는 액체금속 냉각 원자로를 사용하여 소음을 줄이고 그 크기에 비해 대출력을 뿜어낼 수 있으며 잠수함의 크기를 소형화하여 45노트라는 빠른 속력을 더해서 서방 세계에 큰 충격을 주었다. 또한 함선 대부분이 자동화되어 승무원수도 크게 줄었다.
하지만 티타늄 선체를 채용한 덕분에 운용 비용이 천문학적으로 불어나 결국 초도함은 1974년에 조기퇴역하게 되었으며 또한 45노트라는 빠른 속력은 소음을 엄청나게 발생해 정숙성이 상실되었다. 또한 납-비스무스 원자로는 신뢰성이 안좋아 원자로가 동파되는 사고들이 속출했으며 이후 알파급 잠수함들은 원자로를 경수로로 바꾸거나 조기퇴역하는 운명을 맞게 된다.

## 자매함
| 함번호 | 조선소         | 건조              | 진수             | 취역              | 상태                             |
| ------ | -------------- | ----------------- | ---------------- | ----------------- | -------------------------------- |
| K-64   | 레닌그라드     | 6월 2일, 1968년   | 4월 22일, 1969년 | 12월 31일, 1971년 | 조기퇴역 8월 19일, 1974년 해체됨 |
| K-123  | 세베로드빈스크 | 12월 22일, 1967년 | 4월 4일, 1976년  | 12월 12일, 1977년 | 퇴역 7월 31일, 1996년에 해체됨   |
| K-316  | 레닌그라드     | 4월 26일, 1969년  | 7월 25일, 1974년 | 12월 30일, 1978년 | 퇴역 4월 19일, 1990년에 해체됨   |
| K-432  | 세베로드빈스크 | 11월 12일, 1967년 | 11월 3일, 1977년 | 12월 31일, 1978년 | 퇴역 4월 19일, 1990년에 해체됨   |
| K-373  | 레닌그라드     | 6월 26일, 1972년  | 4월 19일, 1978년 | 12월 29일, 1979년 | 퇴역 4월 19일, 1990년에 해체됨   |
| K-493  | 세베로드빈스크 | 1월 21일, 1972년  | 9월 21일, 1980년 | 9월 30일, 1981년  | 퇴역 4월 19일, 1990년에 해체됨   |
| K-463  | 레닌그라드     | 6월 26일, 1975년  | 3월 30일, 1981년 | 12월 30일, 1981년 | 퇴역 4월 19일, 1990년에 해체됨   |